# Bathyplotes moseleyi
Bathyplotes moseleyi is een zeekomkommer uit de familie Synallactidae.
De wetenschappelijke naam van de soort werd in 1886 gepubliceerd door Johan Hjalmar Théel.